# 山上宗徒之后圣母圣殿
山上宗徒之后圣母圣殿（義大利語：Basilica di Santa Maria Regina degli Apostoli alla Montagnola）是一座罗马天主教宗座圣殿，由圣保禄会（Società San Paolo）管理，供奉圣母玛利亚，位于罗马南部的奥斯蒂恩塞区的安东尼诺皮奥路（Via Antonino Pio）。
该堂由雅培里神父建于1945年至1954年，此处曾有炸弹坠落，但没有造成任何伤亡。该堂由建筑师利奥·法维尼设计，灵感来自罗马巴洛克建筑。

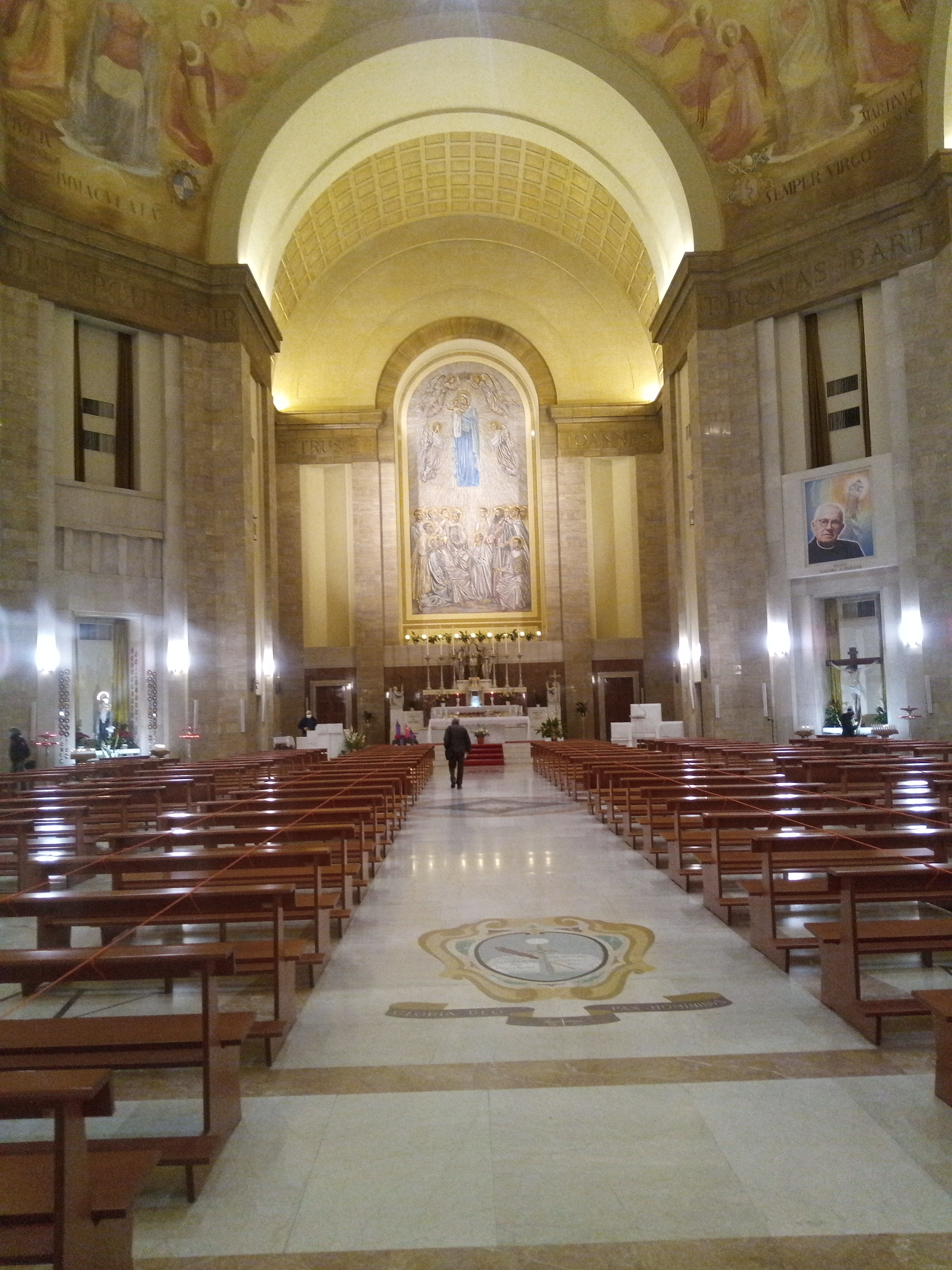
内部

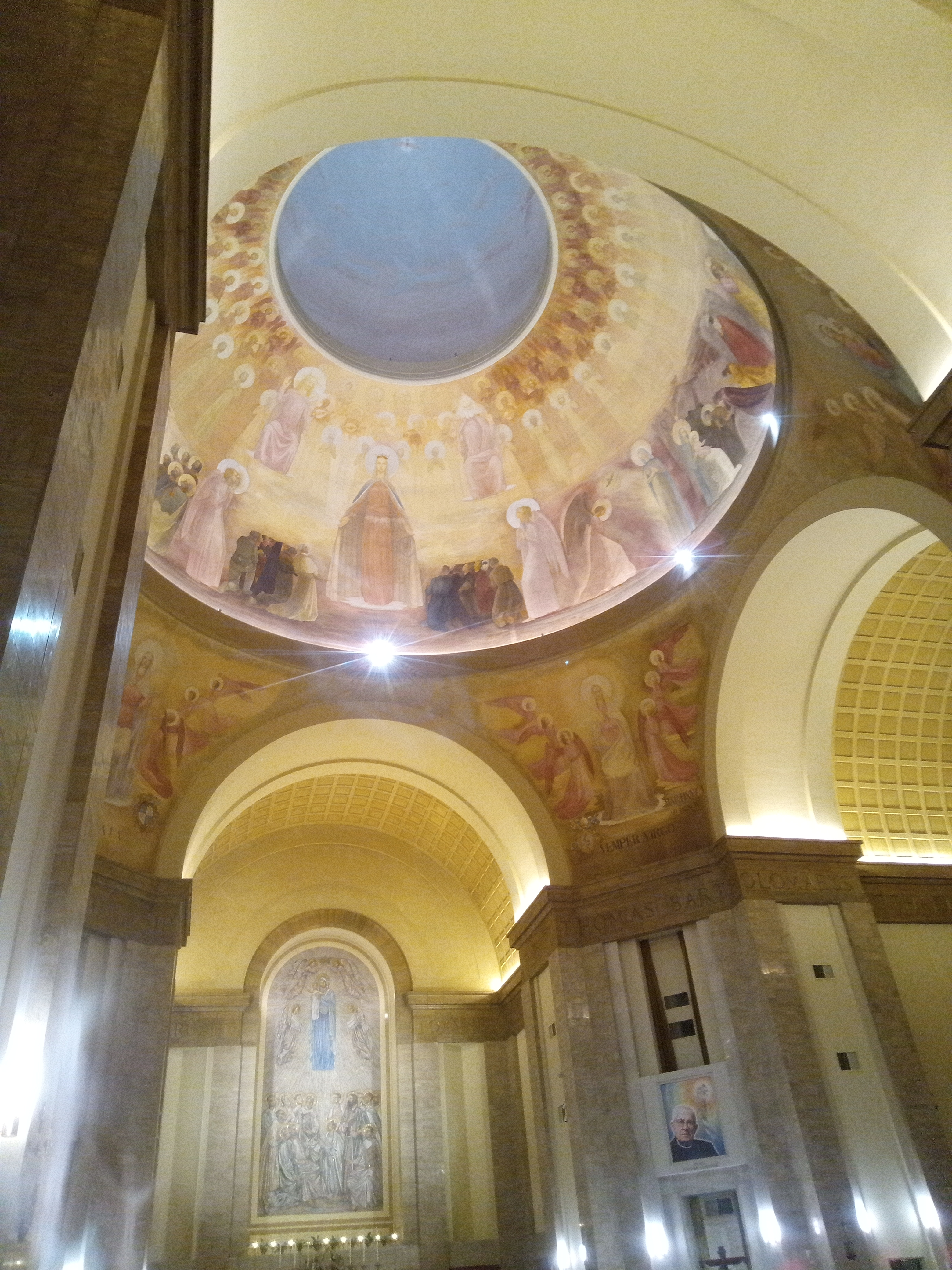
穹顶湿壁画

堂内有真福雅培里神父、可敬者戴格兰‧梅而珞（Tecla Merlo）修女（圣保禄孝女会的会母）、真福若瑟·弟茂德·贾卡多（Giuseppe Timoteo Giaccardo）的陵墓。
自1965年以来，它一直是领衔堂区。1984年4月。该堂升格为宗座圣殿。
该堂中心有一个大穹顶，内部有一系列安东尼奥·朱塞佩·桑塔加塔的壁画，其中有一幅壁画描绘圣母坐在宗徒中间，圣灵降临到他们身上。
現時領此堂區司鐸銜的司鐸級樞機為湯漢。